# Мерси (река)
Ме́рси (англ. Mersey) — река на северо-западе Англии длиной около 112 км. Берёт своё начало в Стокпорте (Большой Манчестер), где формируется из трёх притоков: реки Этероу, Гойт и Тэйм. Впадает в Ирландское море через Ливерпульский залив. Протекает через графства Большой Манчестер, Чешир и Мерсисайд. На протяжении веков она служила границей между историческими графствами Ланкашир и Чешир. Площадь водосборного бассейна — 4680 км².

## Этимология
Название реки происходит от др.-англ. mǣres («относящийся к границе, пограничный») и ēa («река») — вероятно, она служила границей между Ме́рсией и Нортумбрией.

## Курс
Река Мерси образована из трёх притоков: реки Этероу, реки Гойт и реки Тейм. В современное время принято считать, что исток Мерси находится в месте слияния рек Тейм и Гойта в центральном Стокпорте, в Большом Манчестере. Тем не менее, многие старые карты указывают начало реки в нескольких милях ранее по Гойту, так Британская энциклопедия 1911 года утверждает, что «она образована соединением рек Гойта и Этероу».

## Галерея

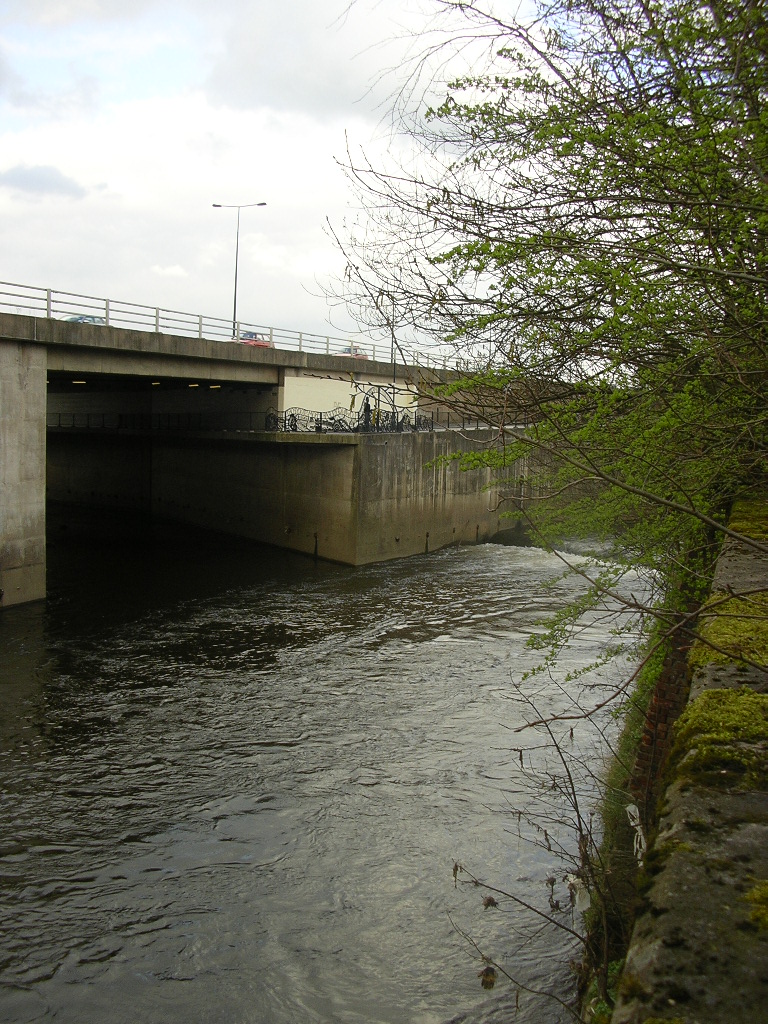
Слияние рек Тейм и Гойт, образующее реку Мерси
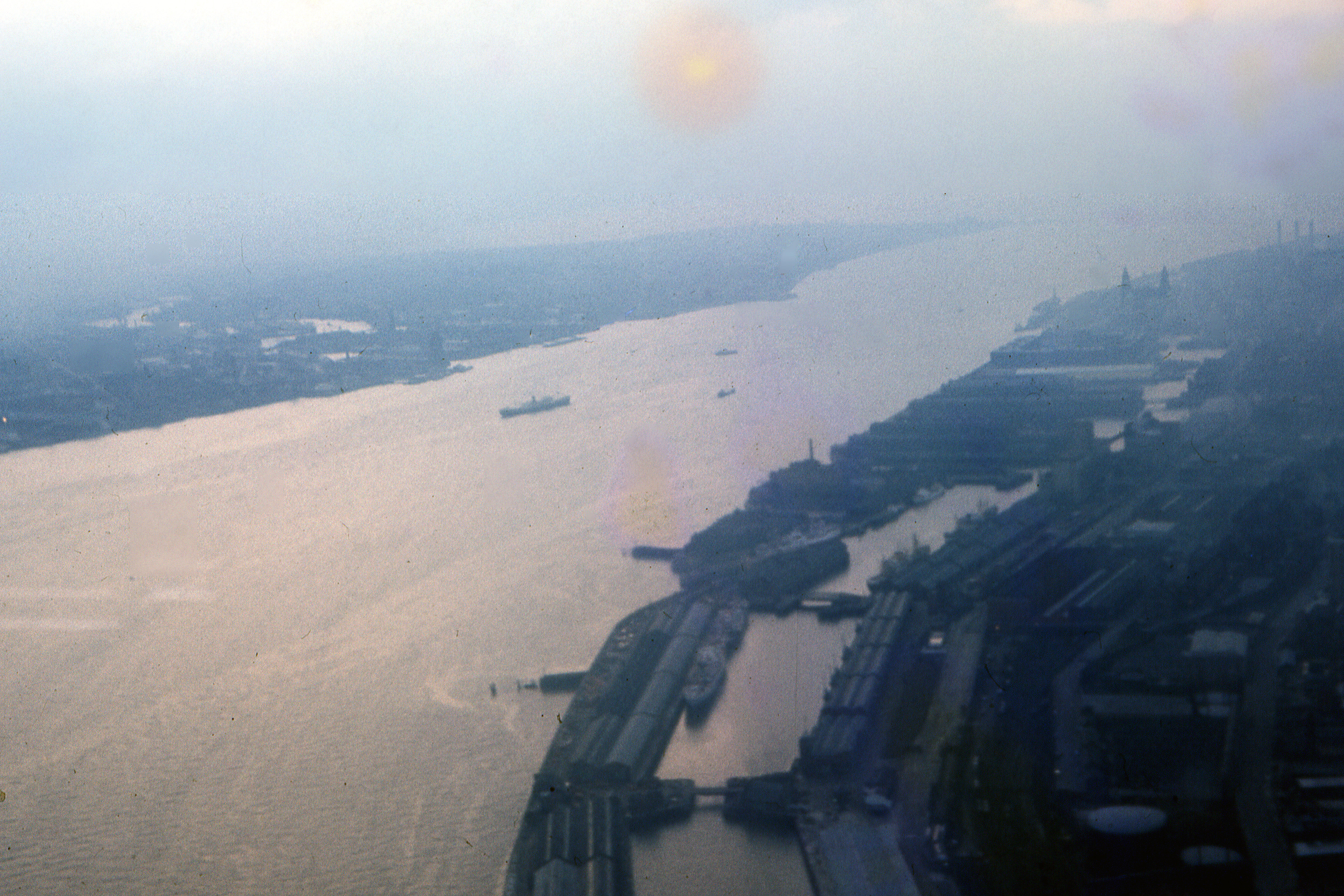
Снимок реки с высоты птичьего полета, 1962 год
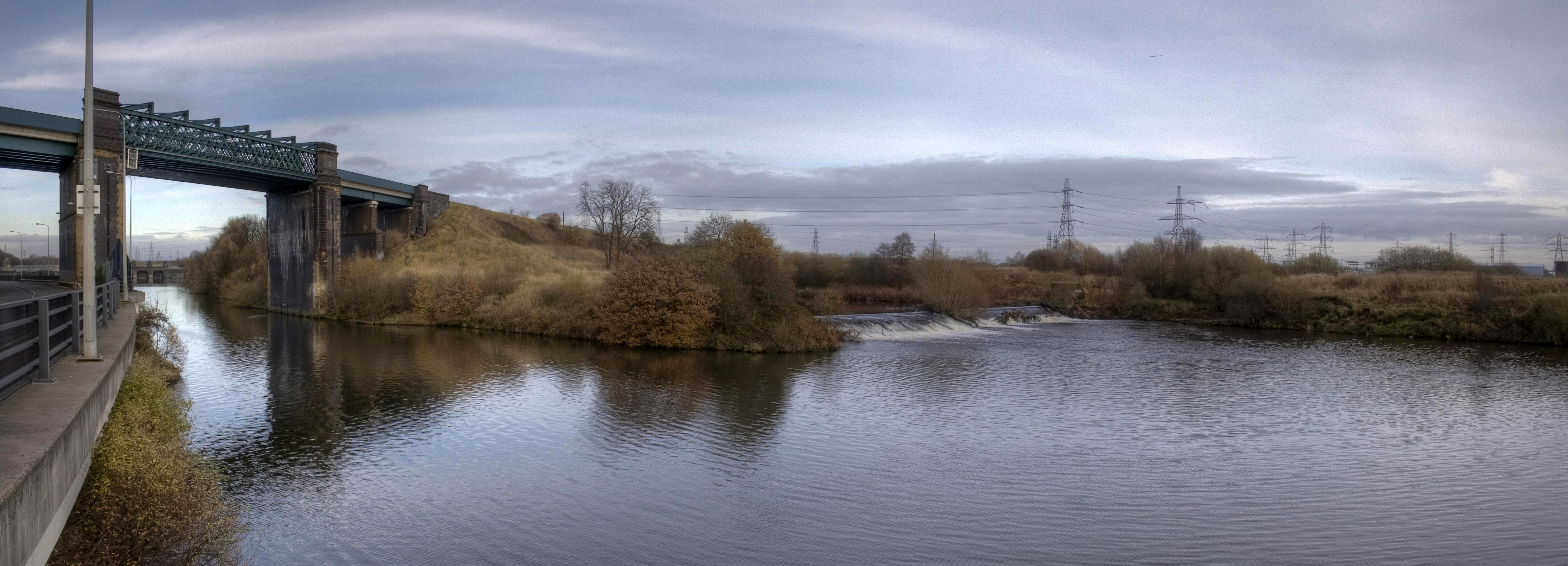
Впадение реки Мерси в Манчестерский канал
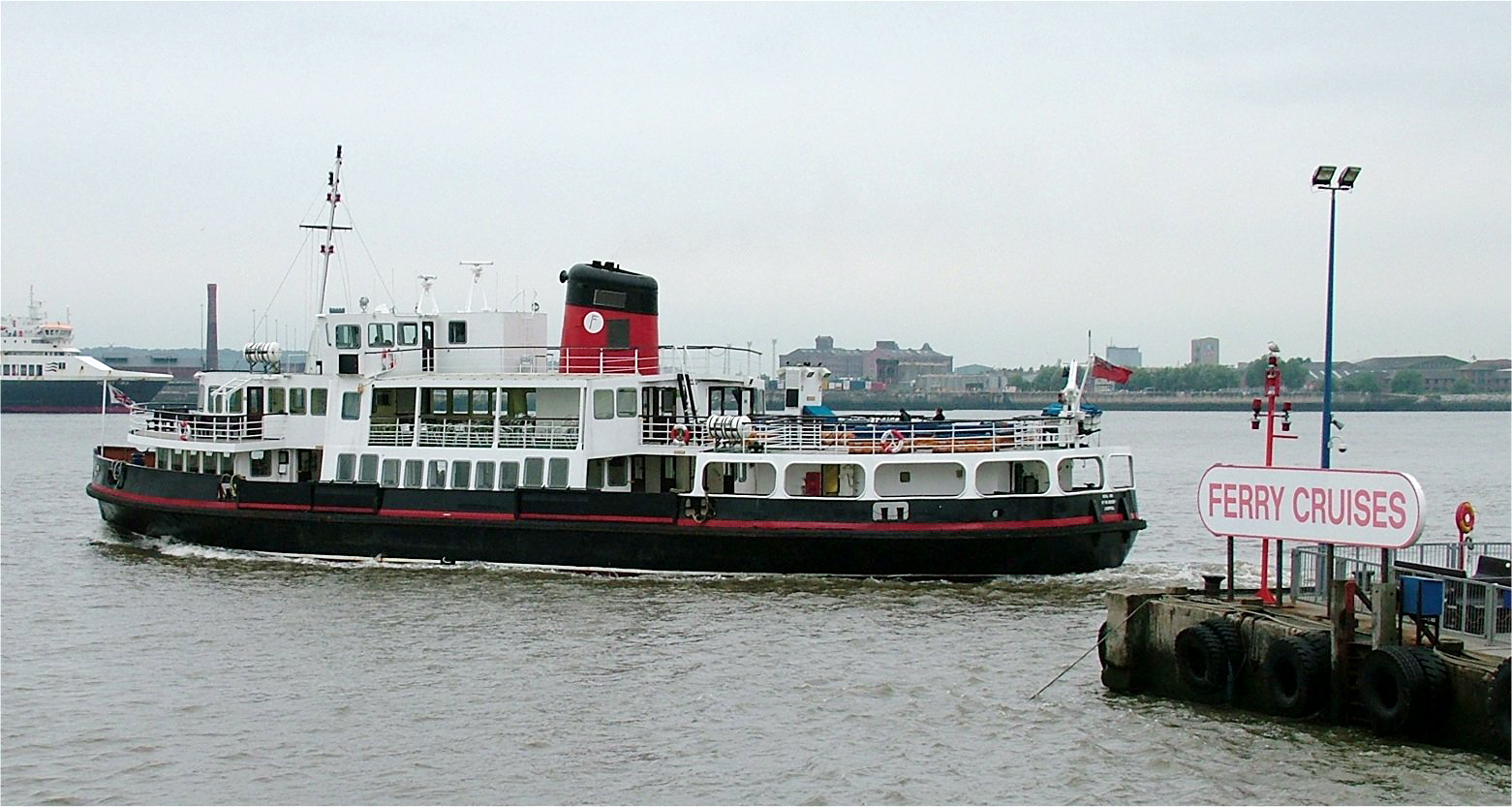
Паром